# دادا (خانمیرزا)
دادا، روستایی در دهستان سپیدار بخش ارمند شهرستان خانمیرزا در استان چهارمحال و بختیاری ایران است.

## جمعیت
بر پایه سرشماری عمومی نفوس و مسکن در سال ۱۳۹۵، جمعیت این روستا برابر با ۳۲ نفر (۱۰ خانوار) بوده‌است.